# Manniella
Manniella je maleni rod trajnica smješten u vlastiti podtribis Manniellinae, dio tribusa Cranichideae. Vrste roda Manniella su kaćunovke iz tropske Afrike
Rod je dobio ime po njemačkom botaničaru Gustavu Mannu.

## Vrste
1. Manniella cypripedioides Salazar, T.Franke, Zapfack & Beenken
2. Manniella gustavi Rchb.f.

## Vanjske poveznice
- African Orchids